# Vision Valley
Vision Valley é o terceiro álbum da banda australiana de rock de garagem The Vines, lançado em 1 de abril de 2006 na Austrália e em 3 de abril de 2006 no resto do mundo exceto nos Estados Unidos, onde foi lançado apenas em 4 de abril de 2006. Este é o primeiro álbum dos Vines sem a presença de Patrick Mattews.

## Faixas
| N.º | Título                      | Duração |  |
| 1.  | "Anysound"                  | 1:55    |  |
| 2.  | "Nothin's Comin'"           | 2:00    |  |
| 3.  | "Candy Daze"                | 1:40    |  |
| 4.  | "Vision Valley"             | 2:42    |  |
| 5.  | "Don't Listen to the Radio" | 2:10    |  |
| 6.  | "Gross Out"                 | 1:18    |  |
| 7.  | "Take Me Back"              | 2:42    |  |
| 8.  | "Going Gone"                | 2:44    |  |
| 9.  | "F*k Yeh"                   | 1:58    |  |
| 10. | "Futuretarded"              | 1:47    |  |
| 11. | "Dope Train"                | 2:36    |  |
| 12. | "Atmos"                     | 1:50    |  |
| 13. | "Spaceship"                 | 6:07    |  |

### DVD da Edição Limitada
1. "Highly Evolved"
2. "Get Free"
3. "Outtathaway"
4. "Homesick"
5. "Ride"
6. "Winning Days"
7. "Gross Out"
8. "Studio Walkthrough with Wayne Connolly"

## Posição nas paradas
- Billboard 200: 136[3]
- UK Albums Chart: 71[4]